# Haliplus napolovi
Haliplus napolovi is een keversoort uit de familie watertreders (Haliplidae). De wetenschappelijke naam van de soort is voor het eerst geldig gepubliceerd in 2003 door Vondel.